# 페가수스

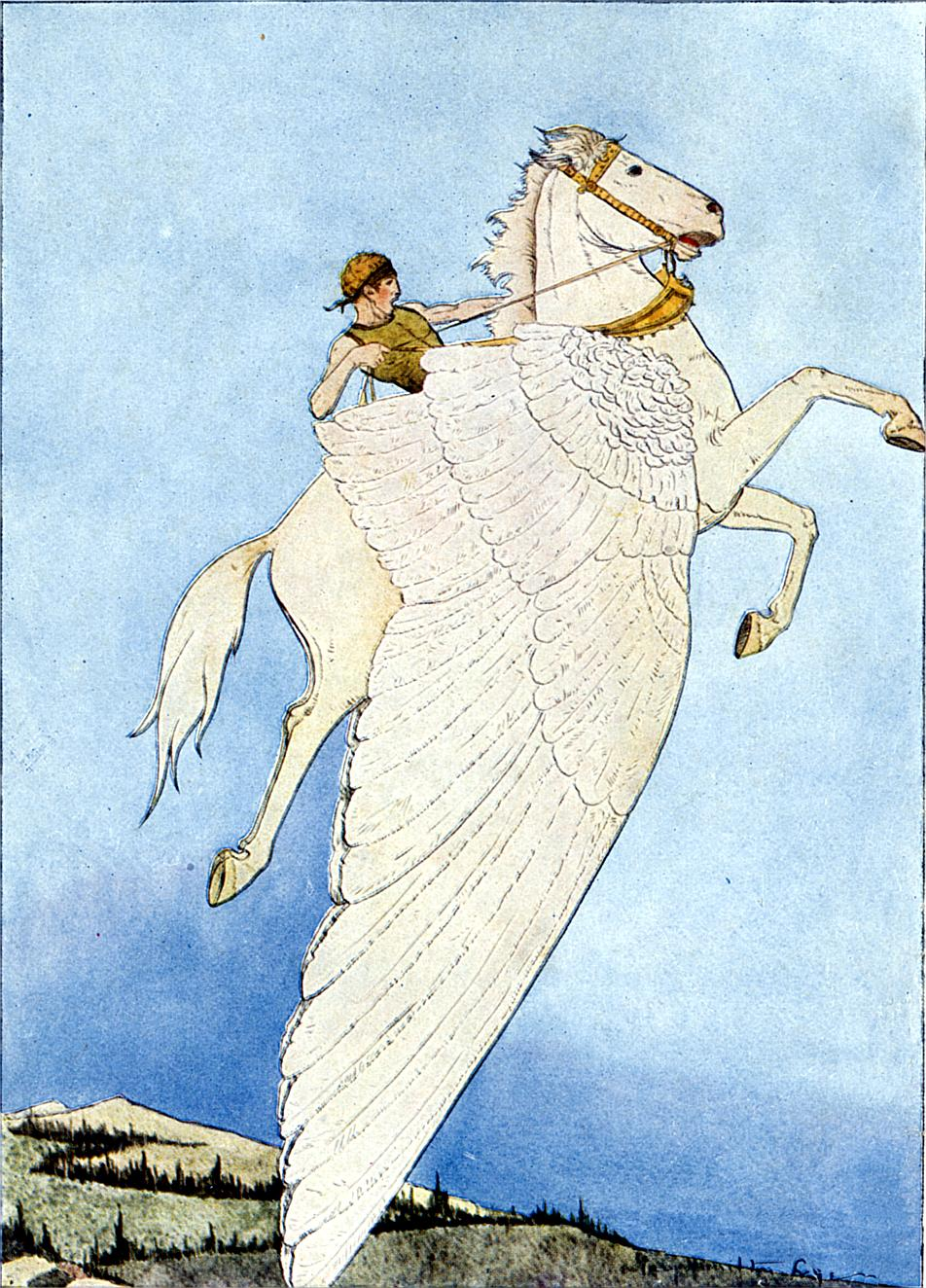
페가수스를 타고 있는 벨레로폰

페가수스(그리스어: Πήγασος Pégasos[*], 라틴어: Pegasus 영어: [ˈpɛɡəsəs])는 그리스 신화에 나오는 동물로, 날개를 가진 말의 모습으로 그려진다. 페르세우스가 메두사를 죽이자마자 포세이돈은 그 자리에 나타나 메두사의 영혼이 빠져나가는 것을 막고 그 영혼이 메두사가 흘리는 피에 몰리게 하여 자신이 가장 좋아하는 동물인 말(馬)에 날개를 단 형상의 천마로 다시 태어나게 했는데 이 천마가 페가수스이다. 그 자신과 메두사의 사랑을 훼방하려는 아테나의 저주를 포세이돈은 메두사에게 이렇게 회피하게 했던 것이다. 메두사는 그로인해 페가수스 즉 천마로 다시 태어나게된다.

## 같이 보기
- 히포그리프
- 툴파르
- 유니콘